# 门鲁河
门鲁河，位于中华人民共和国黑龙江省北部，是嫩江左岸的一条支流。发源于黑河市爱辉区中部罕达汽镇东南小兴安岭西南坡，自东北向西南流，流经爱辉区二站乡门鲁河村、北师河村（旧北师河乡）、根里河村、大沙河村等地，过孟德河大队生产点以南后成为爱辉区与嫩江市界河，向西流至北师河牧点右纳北师河后进入嫩江市境内，向西流经嫩江市霍龙门镇、长江乡，过门鲁河种蓄场二分场后汇入嫩江干流。门鲁河全长142千米，流域面积5378平方千米，河道平均比降3.8‰，年均径流量9.18亿立方米。门鲁河上游流经小兴安岭山地，林木茂盛，是黑河市主要的林业基地，盛产多种食用菌和山野菜。门鲁河下游流经肥沃的黑土区，是黑龙江省大豆的主产区。